# Mohammed-Fripouille
Mohammed-Fripouille est une nouvelle de Guy de Maupassant, parue en 1884.

## Historique
Mohammed-Fripouille est une nouvelle publiée dans le quotidien Le Gaulois du 20 septembre 1884, puis dans le recueil Yvette.

## Résumé
Sur une terrasse dominant Alger, le capitaine Marret, ancien spahi, raconte une drôle d'affaire : l'expédition punitive du maréchal des logis Mohammed-Fripouille contre la tribu des Ouled-Berghi qui avait assassiné un voyageur anglais.

## Éditions
- 1884 - Mohammed-Fripouille, dans Le Gaulois
- 1884 - Mohammed-Fripouille, dans le recueil Yvette chez l'éditeur Victor Havard.
- 1979 - Mohammed-Fripouille, dans Maupassant, Contes et Nouvelles, tome II, texte établi et annoté par Louis Forestier, éditions Gallimard, Bibliothèque de la Pléiade.